# دورهم (اورگن)
دورهم (به انگلیسی: Durham) شهری در شهرستان لین ایالت اورگن است و در سرشماری سال ۲۰۱۱ میلادی، ۱٬۳۲۹ نفر جمعیت داشته که نسبت به سال ۲۰۱۰، ۰٫۶۷ درصد رشد جمعیت داشته‌است.

## موقعیت جغرافیایی
موقعیت جغرافیایی شهرها و مناطق اطراف به شرح زیر است: